# 558 (číslo)
Pět set padesát osm je přirozené číslo. Následuje po čísle pět set padesát sedm a předchází číslu pět set padesát devět. Římskými číslicemi se zapisuje DLVIII a řeckými číslicemi φνη.

## Matematika
558 je:
- Abundantní číslo
- Složené číslo
- Nešťastné číslo

## Astronomie
- (558) Carmen je planetka hlavního pásu, kterou objevil v roce 1905 Max Wolf

## Roky
- 558
- 558 př. n. l.